# Blaue Linie (Libanon)

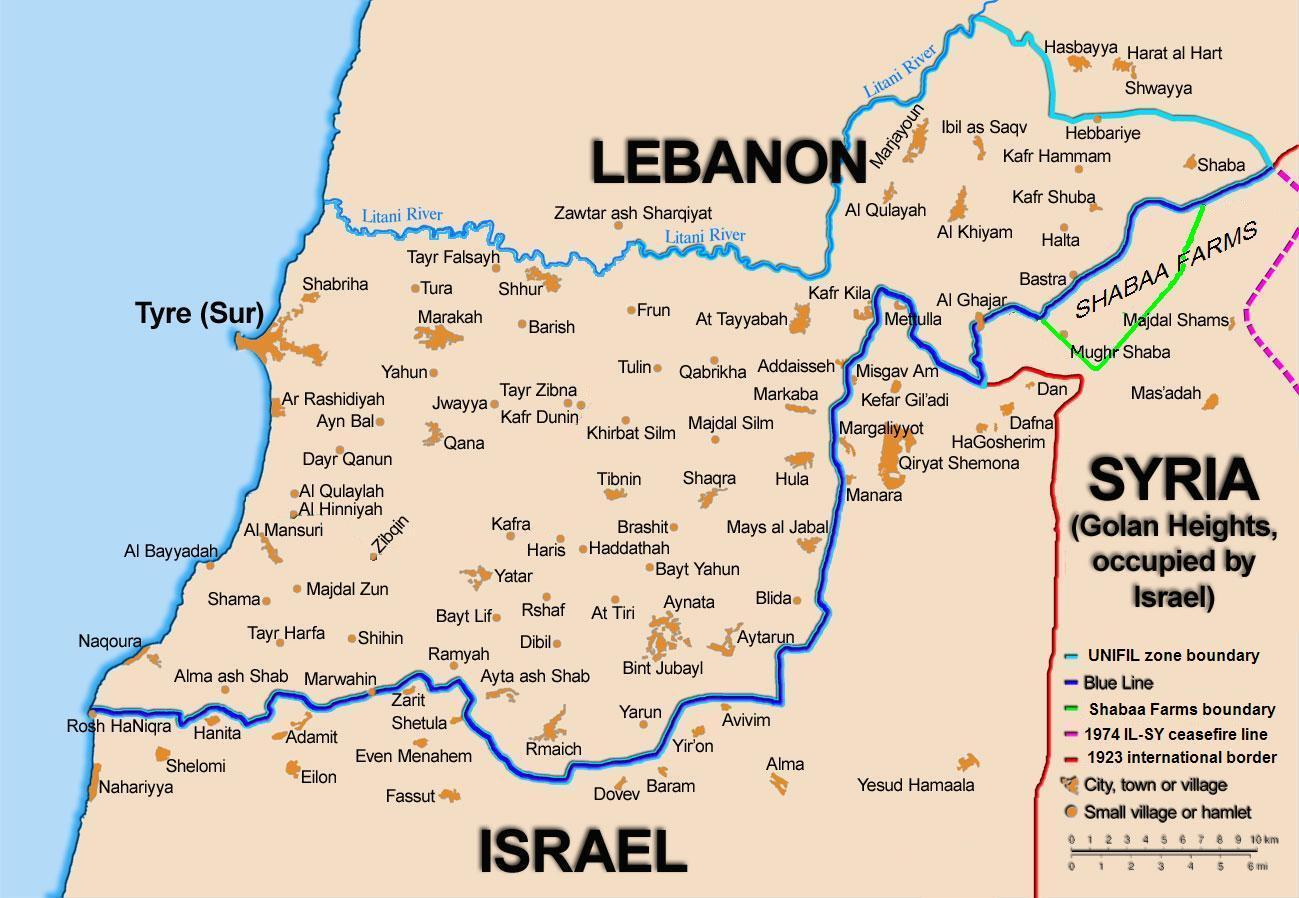
Karte mit den Orten im Norden Israels und dem Süden des Libanons sowie mit der sogenannten Blauen Linie, die den Grenzverlauf von 1949 zwischen beiden Staaten zeigt

Die Blaue Linie ist eine Demarkationslinie zwischen dem Libanon und Israel, die von der UN gezogen wurde, um zu bestimmen, ob Israel die Resolution 425 des UN-Sicherheitsrates erfüllte.

## Hintergrund
Am 11. März 1978 hatte die Palästinensische Befreiungsorganisation (PLO) den Küstenstraßen-Anschlag in Israel verübt, während die einst verfeindeten Parteien den Friedensvertrag zwischen Israel und Ägypten verhandelten. Der Terroranschlag richtete sich gegen zwei Autobusse und verursachte den Tod von 37 Israelis. Als Reaktion besetzten israelische Streitkräfte libanesisches Gebiet, aus dem die PLO in den 1970er Jahren regelmäßig operierte. Beginnend in der Nacht vom 14. zum 15. März 1978 und in wenigen Tage kulminierend, hatte die israelische Armee den gesamten südlichen Teil des Landes besetzt mit Ausnahme der Stadt Tyros und ihrer Umgebung. Diese Operation ist in Israel unter dem Namen Operation Litani bekannt.
Am 15. März 1978 übermittelte die libanesische Regierung den Vereinten Nationen einen scharfen Protest gegen die israelische Invasion. Sie stellte darin fest, dass sie keine Verbindung zu den palästinensischen Operationen hatte. Am 19. März 1978 nahm der UN-Sicherheitsrat die Resolution 425 an, in der er Israel aufrief, unverzüglich seine Militäraktion einzustellen und seine Truppen von libanesischem Gebiet abzuziehen. Der Rat entschied außerdem über die sofortige Bildung der United Nations Interim Force in Lebanon (UNIFIL). Die ersten UNIFIL-Truppen trafen in dem Gebiet am 23. März 1978 ein.

## Begriffsbestimmung
Die Blaue Linie basiert auf den Positionen der israelischen Armee vor dem 14. März 1978. Sie stimmt sowohl mit der Purpurnen Linie, der Waffenstillstandslinie des Sechstagekrieges (1967), als auch mit der Grünen Linie von 1949, die nach dem Palästinakrieg als Waffenstillstandslinie festgelegt wurde, überein. Es wird auch angeführt, dass auf der Karte von 1923 die Grenze zwischen dem französischen Völkerbundmandat für Syrien und Libanon und dem britischen Mandat über Palästina und somit teilweise vorläufig die israelisch-libanesische Grenze bestimmt wurde (s. a. Vertrag von Sèvres bzw. Völkerbund).
Normalerweise werden Grenzen zwischen zwei Staaten verhandelt, und zwischen 1949 und 1967 haben israelische und libanesische Landvermesser 25 km der Grenze komplettiert und ein weiteres Viertel der internationalen Grenze markiert, ohne es festzulegen. Als am 17. April 2000 der israelische Ministerpräsident Ehud Barak ankündigte, dass Israel mit dem Abzug seiner Truppen aus dem Libanon beginnen werde, weigerte sich die libanesische Regierung, an der Markierung der Grenze teilzunehmen. Dieser Schritt zwang die UN, ihre eigenen Erkundungen auf Basis der Linie, die in der UN-Resolution 425 angesprochen wurde, durchzuführen. Am 25. Mai 2000 unterrichtete die israelische Regierung den Generalsekretär der Vereinten Nationen, dass Israel seine Streitkräfte in Übereinstimmung mit der Resolution 425 umgruppiert habe.
Zwischen dem 24. Mai und dem 7. Juni 2000 reisten UN-Abgesandte nach Israel, in den Libanon und nach Syrien entsprechend dem Bericht des Generalsekretärs vom 22. Mai 2000. Der Kartograph der UN und sein Team, von der UNIFIL unterstützt, arbeiteten vor Ort, um eine Linie zu bestimmen, die verwendet werden sollte, um den israelischen Rückzug zu bestätigen. Obwohl keine formale Grenzziehung, war es das Ziel, eine Linie zu ziehen, die den international anerkannten Grenzen des Libanon entsprach.
Die am 7. Juni komplettierte Karte zeigte die Rückzugslinie, die der Kommandeur von UNIFIL seinen libanesischen und israelischen Amtskollegen übermittelt hatte. Ihre jeweiligen Vorbehalte außer Acht lassend, bestätigten die Regierungen von Israel und dem Libanon, dass diese Linie ausschließlich in der Verantwortung der Vereinten Nationen identifiziert wurde und sie nur als solche zu verstehen sei.
Am 16. Juni berichtete der UN-Generalsekretär dem Sicherheitsrat, dass Israel seine Truppen aus dem Libanon entsprechend der Resolution 425 (1978) zurückgezogen und in Übereinstimmung mit seinem Bericht vom 22. Mai 2000 den Rückzug seiner Truppen hinter die von den Vereinten Nationen festgelegte Linie vollzogen habe. Die Milizen im Südlibanon seien entwaffnet und alle Gefangenen in Al-Khiam freigelassen worden. Seither wird diese Waffenstillstandslinie in allen offiziellen UN-Dokumenten als Blaue Linie bezeichnet.

## Verletzung der Blauen Linie
Die Verletzung der Blauen Linie führt immer wieder zu Scharmützeln. Zwischen dem 7. Oktober 2000 und dem 21. November 2005 gab es im Bereich der Schebaa-Farmen zahlreiche Verletzungen der Blauen Linie mit vielen Toten und Verletzten. Ein Grenzzwischenfall, bei dem zwei israelische Soldaten verschleppt und zunächst fünf weitere getötet wurden, war am 12. Juli 2006 der Auslöser für den Angriff israelischer Truppen auf den Libanon, den Libanonkrieg 2006.
Am 28. Januar 2015 um 11.30 Uhr Ortszeit wurde mit einer von libanesischem Staatsgebiet durch Hisbollah-Kämpfer abgefeuerten Panzerabwehrrakete ein Fahrzeug der israelischen Armee getroffen, und dabei wurden zwei israelische Soldaten getötet und mindestens weitere sieben verletzt. Israel reagierte mit einem Beschuss von Zielen der Hisbollah.
Die israelische Armee begann am 4. Dezember 2018, geheime Tunnel der Hisbollah unter der Blauen Linie, die bis auf israelisches Staatsgebiet reichten, zu zerstören. Ziel dieser Nördlicher Schutzschild genannten Operation sei es, die Tunnel offenzulegen und auszuschalten. Die Armee operiere dabei nur auf israelischem Gebiet, nicht im Libanon. Bereits im Jahr 2012 habe Hisbollah-Führer Hassan Nasrallah bekanntgegeben, Galiläa erobern zu wollen. Die Tunnel seien Teil dieses Planes und sollten dazu dienen, Israel zu infiltrieren. Nach einem Besuch am 6. Dezember 2018 bestätigte der Kommandeur der UNIFIL, Generalmajor Stefano del Col, die Existenz eines Tunnels nahe der Ortschaft Metulla. Am 13. Januar 2019 wurde bekannt, dass die israelische Armee am Vortag den bisher längsten Tunnel zwischen dem Libanon und Israel gefunden hatte. Das 800 Meter lange und 55 Meter tief gelegene Bauwerk war bereits der sechste derartige Tunnel und verletzte laut UNIFIL die Resolution 1701 des UN-Sicherheitsrates. Am selben Tag wurde die militärische Operation beendet.

## Verlauf der Blauen Linie
Die Blaue Linie verläuft entlang der Waffenstillstandslinie von 1949 (auch „Grüne Linie“ genannt) vom Mittelmeer im Westen bis zu dem Punkt, an dem die Linie im Osten auf syrisches Staatsgebiet trifft.
Trotz der Bestätigung der UN, dass der israelische Rückzug aus dem Libanon vollständig erfolgt ist, wird von libanesischer Seite das unbewohnte Gebiet der Schebaa-Farmen beansprucht.

## Sonstiges

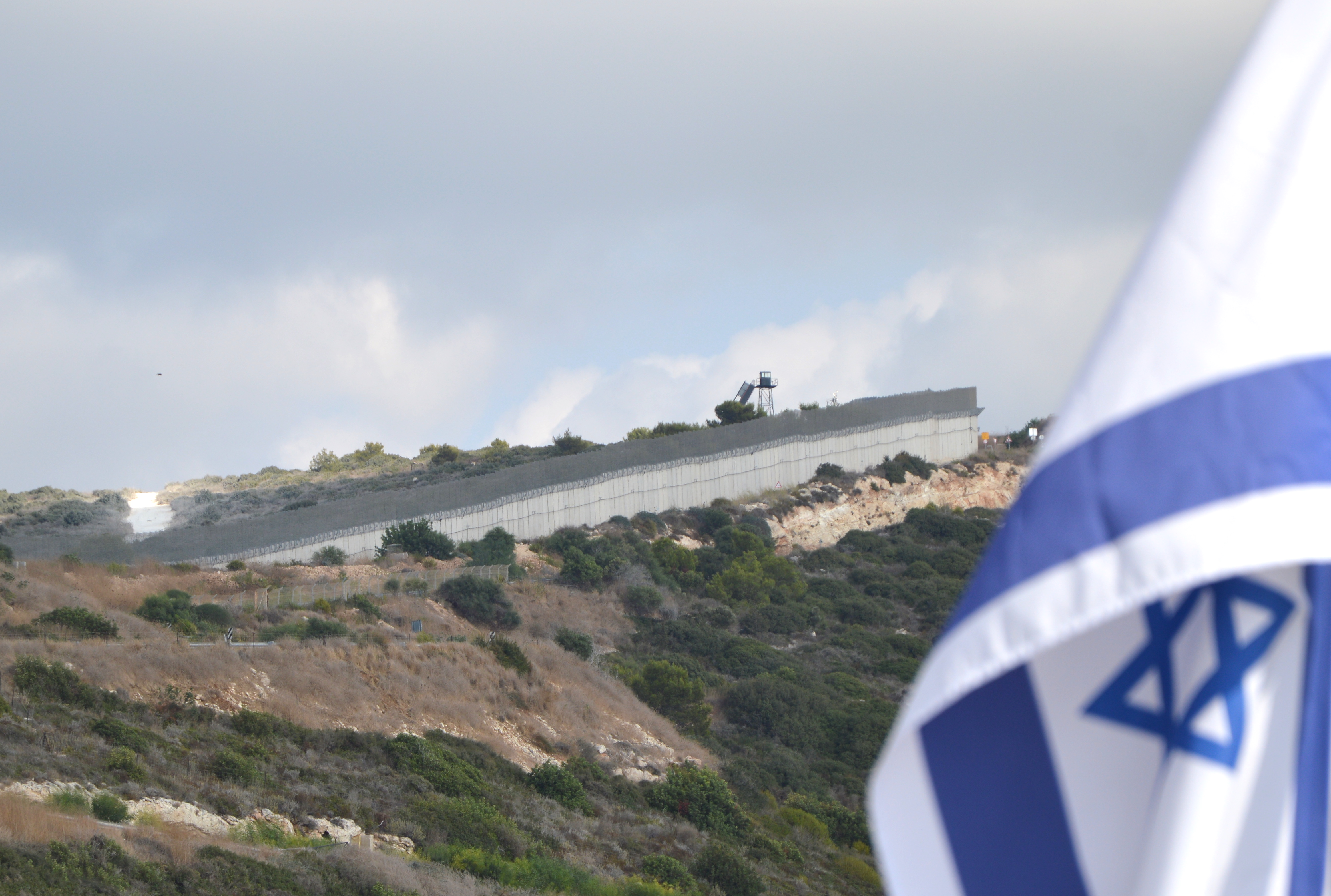
Teil der israelischen Grenzmauer bei Rosch haNikra

Im Februar 2018 begann Israel, eine elf Kilometer lange Mauer bei Rosch ha-Nikra zu bauen; eine weitere Mauer, sieben Meter hoch und mit einem zwei Meter hohen Zaun darauf, bei Metula sollte folgen. Die Anlagen soll vor Scharfschützenangriffen und Infiltration schützen. Auf ähnliche Weise soll die gesamte 130 Kilometer lange Grenze gesichert werden.